# 環境流體力學
環境流體力學（英語：Environmental Fluid Mechanics）泛指研究與自然環境相關的流體力學的問題與現象之學問，譬如河川、湖泊、水庫、地下水、海洋及大氣邊界層(Atmospheric boundary layer)中空氣的流動問題及其中污染物的傳輸機制，甚至大尺度的全球氣候變遷、聖嬰现象(El Nino)和反聖嬰現象(La Nina)也與環境流體力學有關。專門研究河川的流動及其中物質傳輸的過程可稱為環境水力學(Environmental Hydraulics)。